# شطرنج مکاتبه‌ای

اولین بازی مکاتبه‌ای شناخته شده، مربوط به سال ۱۸۰۴م، است. این سری بازیها بین یک افسر هلندی مستقر در بردا و دوستی ساکن لاهه انجام گرفته بود.

شطرنج مکاتبه‌ای (انگلیسی: Correspondence chess) شیوه‌ای از بازی شطرنج است که در آن حریفان، به صورت غیرحضوری و از طریق تبادل نامه، مراوده می‌کنند. سابقاً تبادل نامه‌ها که حاوی یادداشت یک سری حرکات شطرنج و متقابلاً پاسخ به این حرکات، در چند بازی متقابل بود، بیشتر از طریق پست انجام می‌شد. امروزه تبادل یادداشت‌ها بیشتر از طریق شبکه‌های رایانه‌ای صورت می‌گیرد و معمولاً مدعیان از تغییرات صفحه بازی، تصویر مستقیم دریافت کرده و بلافاصله با خبر می‌شوند. اما سابقاً هر یک از حریفان به‌طور جداگانه، بر اساس یادداشتهای دریافتی، مهره‌ها را روی صفحه می‌چیدند و تغییرات را اعمال می‌کردند تا بعد از تجزیه و تحلیل موقعیتهای محتمل، بهترین پاسخ‌های خود را یادداشت و ارسال کنند. امروزه بازیهای غیرحضوری شطرنج، می‌توانند با سرعت و منطبق با الگوهای زمان‌بندی بازیهای حضوری انجام گیرند. اما در گذشته یک مجموعه از بازی، می‌توانست سالها به طول انجامد. ادعا شده که سابقاً علاوه بر پست سنتی، از طرق ارتباطی دیگری مانند تلگراف، تلفن و حتی کبوتر نامه بر، برای انجام بازیهای غیرحضوری، بهره‌برداری شده‌است که به هر حال محال نیست.
امروزه انجمن‌های مختلفی در ایران و جهان وجود دارند که بازیهای غیرحضوری را برای اعضای خود سازماندهی کرده و اخبار مربوط را نشر می‌دهند.

## ویژگی‌ها
شطرنج مکاتبه‌ای از چند نظر با شطرنج حضوری متفاوت است. در بازی حضوری شطرنج، به استثناء بازی سیمولتانه، معمولاً تنها یک بازی، در بین دو حریف جریان دارد، درحالی که در بازیهای مکاتبه ای سنتی، معمولاً تعداد زیادی بازی، در بین دو یا چند حریف، همزمان، در جریان است. گاه تعداد بازیهای که هر مدعی، در یک نامه، به آنها مشغول است، به صدها بازی می‌رسد.
 در بازیهای مکاتبه ای سنتی، معمولاً طول زمان مجاز برای اعلام هر ده حرکت، به مراتب بیشتر از بازیهای حضوری است و می‌تواند به یک تا دو و حتی چند ماه برسد. همچنین در بازیهای مکاتبه ای، مشورت با دیگران یا بهره بردن از کتاب یا دیگر وسایل کمکی، مانند رایانه، آزاد است. مگر در مواردی که محدودیتی از قبل مورد توافق واقع شده باشد یا باشگاهی محدودیت‌های خاصی را اعمال کند. در اختیار داشتن زمان طولانی و امکان مطالعه، تعمق و مشورت با دیگران، فرصت محاسبات بسیار دقیقتری را به مدعیان بازیهای مکاتبه ای می‌دهد و امکان بروز اشتباهات آشکار را به حداقل می‌رساند.